# Bucintoro

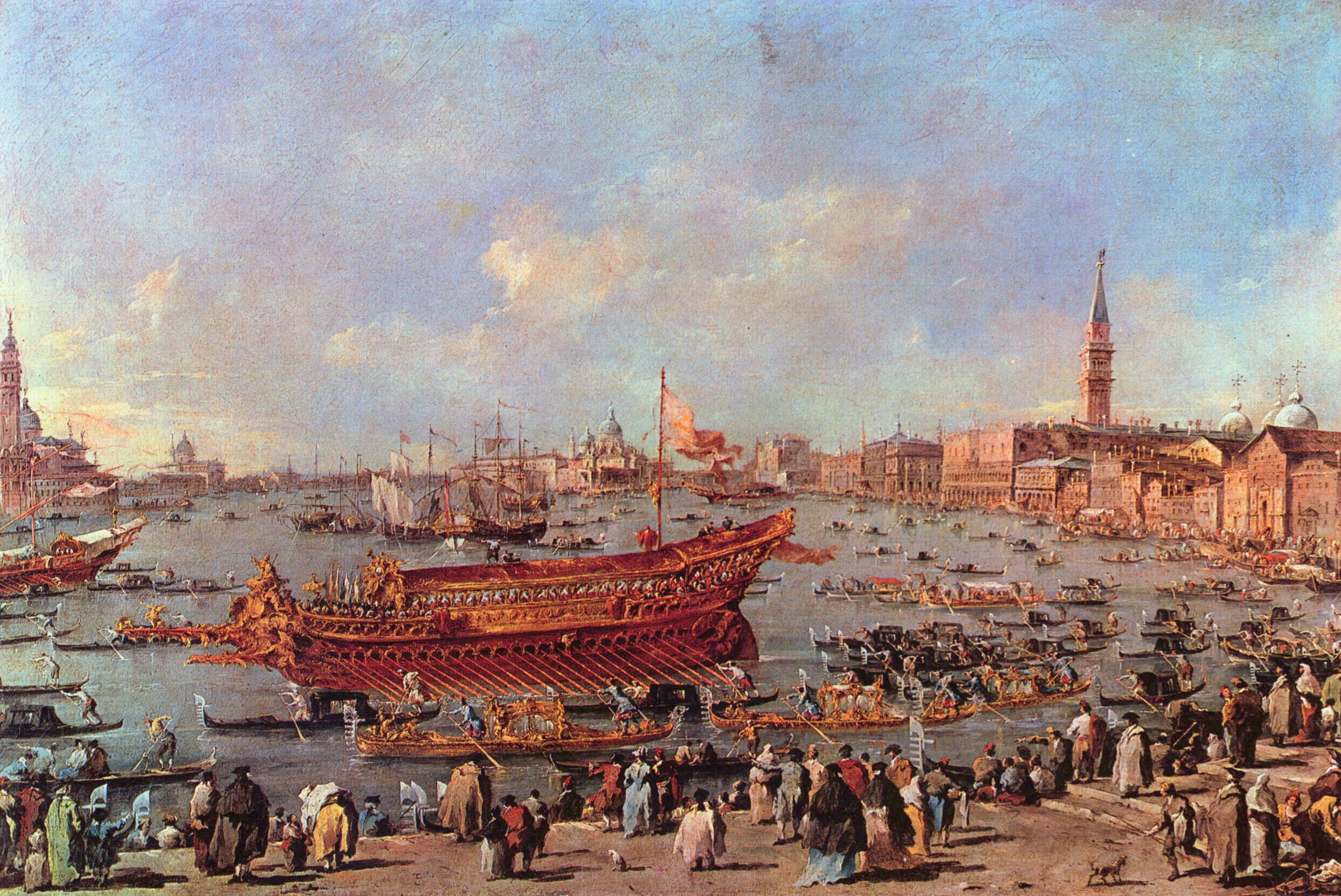
El dux en el Bucintoro se dirige a San Nicolò di Lido, (1766), Francesco Guardi, Museo del Louvre.

El Bucintoro era la galera oficial del estado del dux de la República de Venecia, en la cual se embarcaba una vez al año, el día de la Ascensión, para celebrar la fiesta de la Sensa que conmemoraba la unión de Venecia con el mar. Durante esta fiesta, el dux arrojaba su anillo al Adriático como signo de los esponsales de la ciudad con el mar.

## Origen del nombre
El nombre de Bucintoro proviene del veneciano buzino d'oro (barca de oro), latinizado en el medievo como bucentaurus, nombre de una hipotética criatura mitológica similar al centauro pero con cuerpo de bovino. 
El último y más magnífico de estos navíos fue construido en 1729, y tenía una eslora de unos 35 metros. En el año 1798 se destruyó en la isla de San Giorgio Maggiore bajo las órdenes de Napoleón Bonaparte. Finalmente la embarcación terminó como galera de prisioneros. Esto se hizo no como gesto político de destruir un símbolo del poder de la República de Venecia sino por codicia para extraer el oro que decoraba el navío. Algunos restos son conservados en el Museo Correr en el Arsenal de Venecia junto con un modelo a escala.
La embarcación se utilizaba en los cortejos en la laguna para recibir a las embajadas y las más altas personalidades de la época, en las fiestas y principalmente en el día de los “Esponsales con el mar”, ceremonia que tenía lugar el día de la Ascensión.
El barco tenía dos plantas: la planta inferior era para los remeros, con capacidad para 42 remos y 168 remeros; la superior estaba cubierta con un enorme baldaquín que formaba una gran sala revestida de terciopelo rojo con 90 asientos y 48 ventanas. Esta sala estaba reservada a las máximas autoridades de la República y culminaba en la popa con el fastuoso trono del dux.

## Proyecto de reconstrucción
En febrero del 2008, se creó la Fondazione Bucintoro con la intención de reconstruir el navío destruido en 1798. En aquél entonces, se contaba con la participación de más de 200 trabajadores (entre carpinteros y orfebres), quienes iniciaron sus actividades el 15 de marzo de ese mismo año en el Arsenal de Venecia. El proyecto estaba contemplado para ser concluido en un plazo de dos años, pero el presidente de la fundación, coronel Giorgio Paterno, declaró días más tarde que "no tenían prisa en construirlo". El plan original era el reconstruir la nave por medio de técnicas tradicionales y con materiales originales; al mismo tiempo, la fundación se encontraba financiada por varios empresarios de las áreas del Véneto y Lombardía. Según la prensa italiana de aquél entonces, se intentó involucrar en el proyecto al entonces presidente de Francia, Nicolas Sarkozy, como un gesto de buena voluntad para compensar por el "vandalismo" cometido por Napoleón hacia el navío. 
La Fondazione Bucintoro, además de convertir el nuevo navío en el "museo flotante más visitado del mundo", esperaba que "ayudara a Venecia a recuperar su antigua gloria".Desde entonces no ha habido ningún tipo de actualización sobre el estado del proyecto de reconstrucción, lo que ha llevado finalmente a hacer pensar a varios entusiastas que este fue abandonado. 